# Семейство Флинтстоун
„Семейство Флинтстоун“ (на английски: The Flintstones) е американски анимационен сериал, създаден от Уилям Хана и Джоузеф Барбера, и продуциран от тяхното студио „Хана-Барбера“.
Излъчван е по Ей Би Си в периода 1960 – 1966 г. и е първият анимационен сериал в телевизионния праймтайм. Действието се развива в Каменната епоха и описва живота на пещерното семейство от работническата класа Флинтстоун и техните съседи семейство Ръбъл.

## Актьорски състав

### Главен състав
- Алън Рийд – Фред Флинтстоун
- Джийн Вандър Пил – Уилма Флинтстоун, Пебълс (от трети сезон)
- Мел Бланк – Барни Ръбъл, Дино
- Бий Бенадерет – Бети Ръбъл (от първи до пети сезон)
- Джери Джонсън – Бети Ръбъл (от пети сезон)
- Джон Стивънсън – Г-н Слейт, Джо Рокхед (в някои епизоди)
- Дон Месик – Арнолд Вестникарчето, Бам-Бам Ръбъл, Хопи

### Поддържащ състав
- Върна Фелтън – Пърл Слагхупъл (от втори до четвърти сезон)
- Джанет Уолдо – Пърл Слагхупъл (от четвърти сезон), Пебълс като тийнейджър (в един епизод)
- Доус Бътлър – Барни Ръбъл (в пет епизода, докато Мел Бланк се възстановява от автомобилна катастрофа), Джо Рокхед (в някои епизоди)
- Дъг Янг – Върховният лидер на обществото на водните биволи
- Харви Корман – Великият Газу (в шести сезон)

### Гостуващи
- Джини Тайлър
- Нанси Уибъл
- Лусил Блис
- Пола Уинслоу
- Джун Форей
- Сандра Гулд
- Наоми Луис
- Хал Смит
- Хърб Вайгран
- Хауърд Морис
- Бил Томпсън
- Франк Нелсън
- Пол Фрийс
- Джери Ман
- Хенри Кордън
- Хършъл Бернарди
- Сам Едуардс
- Майк Роуд
- Алън Мелвин
- Бърнард Фокс
- Хауърд Макниър
- Майкъл Рай
- Лио Делайън
- Уилард Уотърман
- Бърн Бенет
- Елиът Фийлд
- Боб Хопкинс
- Дик Бийлс
- Уокър Едмистън
- Лени Уайнриб

### Гостуващи звезди
- Хоги Кармайкъл – Себе си
- Ан-Маргрет – Ан Маргрок
- Тони Къртис – Стоуни Къртис
- Елизабет Монтгомъри – Саманта Стивънс от сериала „Омагьосване“
- Дик Йорк – Дарън Стивънс от сериала „Омагьосване“

### Вокали
- Дюк Мичъл – Фред Флинтстоун, пеещ „When the Saints Come Marching In“ (сезон 1; епизод 2) и „Listen to the Rockin' Bird“ (сезон 1; епизод 15)
- Бети Джейн Бейкър – Уилма Флинтстоун, пееща „Won't You Come Home Bill Shaley“ (сезон 2; епизод 23)
- Джеймс Дарън – Джеймс Дарок (диалогът му е озвучен от Лени Уайнриб)

## Възприемане
Първоначално след премиерата Variety нарича сериала „мастилен провал“. Независимо от това, „Семейство Флинтстоун“ е финансово най-успешният американски сериал цели три десетилетия до дебюта на „Семейство Симпсън“. През януари 2009 г. IGN поставя „Семейство Флинтстоун“ на девето място в Топ 100 за 100-те най-добри анимационни шоута. През 2013 г. In TV Guide поставя „Семейство Флинтстоун“ на второ място в класацията си за най-добрите анимационни сериали (след „Семейство Симпсън“).

## Прекратена нова поредица
През 2011 става ясно, че Сет Макфарлън (създателят на „Семейният тип“, „Американски татко!“ и „Шоуто на Кливланд“) ще продуцира възобновяване на сериала за телевизия Fox. Разработката започва през същата година, а първият епизод е планиран да бъде пуснат през 2013 г., но през 2012 г. е обявено, че за момента сериал няма да има.

## DVD издание
На 28 октомври 2008 г. Warner Home Video и Hanna-Barbera Productions издават DVD пакет от 24 диска, обхващащи всички епизоди на сериала и допълнителните материали, всичко с обща дължина 4258 минути

## В България
В България сериалът се излъчва за пръв път по Първа програма през 1987 г. Ролите се озвучават от Даринка Митова, Мария Никоевска, Васил Бъчваров и Стефан Димитриев.
На 24 май 2008 г. започва повторно излъчване по Нова телевизия с разписание всяка събота от 10:00 по един епизод и неделя от 08:00 ч. по два епизода, но с различен дублаж. От 29 ноември се излъчва също в събота и неделя, но по един епизод от 10:00. От 8 март 2009 г. се излъчва само в неделя от 10:00. От 25 юли се излъчва отново в събота и неделя от 09:30. На 9 август излъчването му приключва с последния епизод от пети сезон. Дублажът е на Арс Диджитал Студио, чието име не се споменава. Ролите се озвучават от Силвия Лулчева, Ралица Ковачева-Бежан, Николай Николов и Стефан Сърчаджиев-Съра.
На 3 юни 2009 г. започва излъчване по Диема Фемили, всеки делничен ден от 06:25 по два епизода един след друг и приключва на 21 август.
На 31 юли 2014 г. започва повторно излъчване по bTV Comedy, всеки делник от 19:30 по два епизода с повторение от 12:00. Малко по-късно разписанието се променя и епизодите започват да се излъчват всеки ден. На 21 октомври започва последният шести сезон и завършва на 2 ноември. В първите десетина епизода дублажът е на bTV, а след това до края на сериала е на студио VMS. Ролите се озвучават от Даринка Митова, Мария Никоевска, Стефан Сърчаджиев-Съра, Стефан Димитриев и Цанко Тасев.

### Издания на VHS в България
В края на 1996 г. Мулти Видео Център издава видео касети със специалните епизоди „Коледата на Семейство Флинтстоун“ (преведен като „Семейство Флинтстоун празнува Коледа“) и „Коледната песен на Семейство Флинтстоун“, а също и филма „Семейство Флинтстоун: Яба даба ду!“. Отделно са пуснати и касети с трети епизод от четвърти сезон „Малкият Бам Бам“ (преведен като „Бебето Бам Бам“) и единадесети епизод от пети сезон „Дино и Жулиета“ (преведен като „Влюбеният Дино“). Озвучаващият състав е този от дублажа на БНТ.